# 洛丽塔 (1997年电影)
《一樹梨花壓海棠》是1997年的美國劇情片，由阿德里安·莱恩執導，謝洛美·艾朗斯、梅拉尼·格里菲思及多明妮克·史旺主演。內容改編自納博可夫的同名小說《罗莉塔》，描述一名有戀童癖的中年男子為了和一個女孩在一起而娶她母親的故事。
而比起史丹利·庫柏利克的1962年版本，此版本較忠於原著。而扮演蘿莉塔的多明妮克·史旺，當時15歲也造成了話題。但电影在寻找发行商的阶段就遭遇困难，现在欧洲上映，之后才在美国找到发行商。口碑也毁誉参半，澳大利亚直到1999年4月才允许其上映。

## 劇情
從法國移民美國的中年男子杭伯·杭伯特（或譯作亨伯·亨伯特，Humbert Humbert）在少年時期，與一個14歲的少女安娜貝兒發生一段初戀，最後安娜貝兒因傷寒而早夭，造就杭伯特的戀童癖，他將性偏好的「小妖精」定義為「九到十四歲的漂亮女孩」。如今有文學成就的他最先被一名富有的寡婦拋棄，後來又迷戀上女房東夏綠蒂·海斯（Charlotte Haze）的女兒－符合小妖精標準的朵洛蕾絲（Dolores） ，親呼她為小妖精或暱稱蘿莉塔（Lolita）。儘管海茲母女倆時常吵鬧，但心底還是深愛彼此。
由於少年時的陰影，杭伯特對蘿莉塔無法自拔，關注著她的一舉一動。為了繼續接觸這名早熟、熱情的小女孩，在她前往夏令營後，杭伯特娶了傾慕自己的夏綠蒂為妻，成為蘿莉塔的繼父。蘿莉塔因為幼年時便失去父親，也期待和藹待己的亨伯特成為她的新爸爸，然而他的意圖是成為她的“情人”。後來夏綠蒂察覺到亨伯特的詭異行徑，打開放在他鎖住的抽屜裡的日記，發現自己的丈夫對未成年女兒的企圖和對自己的侮辱，急著要寫信給女兒告知其惡行，卻在跑出門寄信時車禍身亡。杭伯特暗自慶幸地燒掉那封信。
後來他將蘿莉塔從夏令營接出來一起旅行，並欺騙她夏綠蒂生病住院。當晚倆人同住一間房，他以為在蘿莉塔的飲料中下藥，就可以在不知不覺中猥褻她。結果藥對蘿莉塔全無效果，直到隔天清晨兩人發生關係。稍後杭伯特終於坦白她的母親已經去世，至此蘿莉塔在別無選擇的情況下，接受了必須和發生過性關係的繼父生活下去的這個現實。杭伯特帶著蘿莉塔以父女的身份沿著美國旅遊，他利用零用錢、美麗的衣飾等小女孩會喜歡的東西來控制蘿莉塔，以繼續滿足自己對她的慾望。
旅途結束後，“父女倆”搬到杭伯特任教的地區展開新生活，並安排她進入女校就讀。他自認完美身兼父親與戀人，對她的管控也愈發嚴格，而蘿莉塔暗自下定決心必須逃離不正常的亂倫關係，因沒有經濟能力而開始透過滿足繼父的欲求以賺取逃離他的金錢，兩人關係日漸緊張。在一次爭執中，杭伯特出手打了蘿莉塔，她大喊道：「快殺我，就像你殺了我媽那樣！（Murder me like you murdered my mother! ）」隨後哭吼逃家。雨夜裡杭伯特在一家甜品店找到蘿莉塔，情緒緩和後的兩人決定再次出遊。
旅途中一名男子跟隨他們，杭伯特擔心父女倆的真實關係被揭穿，並且在發現蘿莉塔塗改了記錄下來的車牌號碼時再次打她。後來蘿莉塔藉著傷寒住院的機會脫離繼父的掌握，一開始杭伯特瘋狂的尋找，但是最終還是放棄。
幾年後，杭伯特收到朵洛蕾絲的來信，信上說她已經結婚並懷孕，但需要繼父的金錢援助。他本想殺了她的丈夫，卻發現並不是當初帶走她的男人。杭伯特給朵洛蕾絲大量的現金，並請她跟他離開，遭到只想把他當作父親的朵洛蕾絲拒絕後，要求她說出當時拐走她的人。她只好說道，那人正是奎迪（Quilty）－他早就發現父女倆不尋常的關係。蘿莉塔喜歡上奎迪，視他為逃離繼父的機會而與他密謀逃脫計畫。和他出走後，因為拒絕奎迪要她和其他男孩子拍攝色情影片的要求，而被他趕走。
杭伯特難過的離開，追蹤並槍殺奎迪而被警察逮捕。最終，杭伯特因血栓病死於獄中，留下這篇對陪審團的自白。而17歲的朵洛蕾絲則因難產死於聖誕節，兩人先後在同年（1950年）去世。

## 演員表
- 傑瑞米·艾朗 飾 杭柏·杭柏特（Humbert Humbert）
- 多明妮克·史旺 飾 桃樂莉·蘿莉塔·黑茲（Dolores "Lolita" Haze）
- 法蘭·朗基拿 飾 Clare Quilty
- 梅拉尼·格里菲思 飾 Charlotte Haze
- 苏珊娜·谢波德 飾 Miss Pratt
- Keith Reddin 飾 Reverend Rigger
- Erin J. Dean 飾 Mona
- Joan Glover 飾 Miss LaBone
- Pat Pierre Perkins 飾 Louise（名字用Pat P. Perkins）
- Ed Grady 飾 Dr. Melinik
- Michael Goodwin 飾 Mr. Beale
- Angela Paton 飾 Mrs. Holmes
- Ben Silverstone 飾 少年杭柏·杭柏特
- Emma Griffiths Malin 飾 Annabel Leigh（名字用Emma Griffiths-Malin）
- Ronald Pickup 飾 Young Humbert's Father
- Michael Culkin 飾 Mr. Leigh
- Annabelle Apsion 飾 Mrs. Leigh

## 與原作差異
基本上與原著設定相同，惟原著中蘿莉塔為12歲，而電影設定改為較為人接受的14歲。（多明妮克史旺演出時為14、15歲）
以及描寫亨伯特情慾與黑暗面的片段被刪減。